# Fielding Bradford Meek

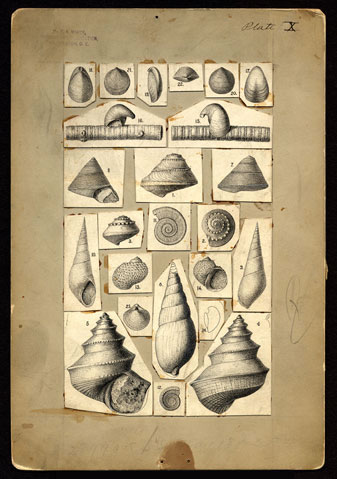
Zeichnungen von Weichtieren; Illustration von Fielding Bradford Meek

Fielding Bradford Meek (* 10. Dezember 1817 in Madison, Indiana; † 22. Dezember 1876 in Washington, D.C.) war ein US-amerikanischer Geologe und Paläontologe.
Fielding Bradford Meek wurde als Sohn eines Anwalts in Madison, Indiana geboren. Seine Vorfahren stammten aus Irland. Als er drei Jahre alt war, starb sein Vater. Wie viele seiner späteren Kollegen erlernte Meek sein umfangreiches naturwissenschaftliches Wissen autodidaktisch. Während seiner Kindheit und Jugendzeit sammelte und studierte er vorwiegend Fossilien. Nach der Schulausbildung erlernte er vor seiner wissenschaftlichen Laufbahn einen kaufmännischen Beruf.
Ab 1848 arbeitete er für die United States Geological Survey in Iowa und anschließend in Wisconsin und Minnesota. Von 1852 bis 1858 war er als Assistent bei dem US-amerikanischen Paläontologe James Hall in Albany, New York tätig. Im Auftrag von Hall untersuchte er 1853 zusammen mit Ferdinand Vandeveer Hayden die Badlands in South Dakota und Nebraska und brachte eine reichhaltige Auswahl an wertvollen Fossilien zurück. 1858 ging er nach Washington, D.C. an das Smithsonian Institution. Am 22. Dezember 1876 starb er in Washington, D.C. an Tuberkulose.
Meek war Mitglied zahlreicher Gelehrtengesellschaften; unter anderem bei der National Academy of Sciences (1869), der American Academy of Arts and Sciences (1865) und bei dem von William Stimpson gegründeten Megatherium Club. Mit seinem Kollegen Ferdinand Vandeveer Hayden veröffentlichte er mehrere wissenschaftliche Arbeiten.

## Publikationen
Eine Auswahl seines Werkverzeichnisses:
- Descriptions of New Species of Gastropoda and Cephalopoda from the Cretaceous Formations of Nebraska Territory (1856); zusammen mit Ferdinand Vandeveer Hayden
- Descriptions of New Organic Remains from the Cretaceous Rocks of Vancouver's Island (1858)
- Check-List of the Invertebrate Fossils of North America; Cretaceous and Jurassic (1864)
- Paleontology of the Upper Missouri (1865); zusammen mit Ferdinand Vandeveer Hayden
- Descriptions and Illustrations of Fossils from Vancouver's and Sucia Islands and other Northwestern Localities (1876)